# Horawki 2
Horawki 2 (biał. Гараўкі 2, Harauki 2; biał. Горавки 2, Gorawki 2) – dawny chutor na Białorusi, w obwodzie witebskim, w rejonie brasławskim, w sielsowiecie Druja.

## Historia
W czasach zaborów ówczesny zaścianek leżał w granicach Imperium Rosyjskiego.
W latach 1921–1945 wieś a następnie kolonia leżała w Polsce, w województwie nowogródzkim (od 1926 w województwie wileńskim), w powiecie brasławskim, w gminie Słobódka.
Według Powszechnego Spisu Ludności z 1921 roku zamieszkiwało tu 25 osób, wszystkie były wyznania rzymskokatolickiego i zadeklarowały polską przynależność narodową. Było tu 7 budynków mieszkalnych. W 1931 w 9 domach zamieszkiwało 38 osób.
Wierni należeli do parafii rzymskokatolickiej w Słobódce. Miejscowość podlegała pod Sąd Grodzki w Brasławiu i Okręgowy w Wilnie; właściwy urząd pocztowy mieścił się w Słobódce.